# Beta Coronae Australis
Beta Coronae Australis (β CrA) – gwiazda w gwiazdozbiorze Korony Południowej, odległa o 221 lat świetlnych od Słońca.

## Charakterystyka
Jest to pomarańczowy olbrzym lub jasny olbrzym, należący do typu widmowego K0. Gwiazda ma temperaturę około 4570 K, a jej jasność jest 730 razy większa niż jasność Słońca. Ma ona promień 43 razy większy niż Słońce i masę 4,5–5 razy większą niż masa Słońca. Uformowała się około 100 milionów lat temu, na ciągu głównym należała do gorącego typu B.
Beta Coronae Australis ma wielkość obserwowaną bardzo zbliżoną do Alfa Coronae Australis, obie są najjaśniejszymi gwiazdami gwiazdozbioru. Pierwsza gwiazda znajduje się w dalej od Słońca i tylko 20 lat świetlnych od obłoku molekularnego w Koronie Południowej, masywnego obszaru gwiazdotwórczego.